# Aleksandr Tokariew
Aleksandr Maksimowicz Tokariew (ros. Александр Максимович Токарев, ur. 27 listopada 1921 w Omsku, zm. 31 lipca 2004 w Moskwie) – radziecki polityk, minister budownictwa przemysłowego ZSRR (1967-1984), I sekretarz Komitetu Obwodowego KPZR w Kujbyszewie (1963-1967), członek KC KPZR (1966-1986).
1939-1940 i 1945-1949 studiował w Kujbyszewskim Instytucie Inżynieryjno-Budowlanym, od października 1940 do października 1945 w Armii Czerwonej, od 1942 w WKP(b). Majster, kierownik robót i inżynier w obwodzie kujbyszewskim, od października 1949 do maja 1951 sekretarz komitetu Komsomołu i zastępca sekretarza komitetu WKP(b) zakładu budowlanego w Nowokujbyszewsku, od maja 1951 do lipca 1952 sekretarz Komitetu Miejskiego WKP(b) w Stawropolu, 1952-1955 I sekretarz Komitetu Miejskiego WKP(b)/KPZR w Nowokujbyszewsku, 1956-1958 kierownik wydziału budownictwa i materiałów budowlanych Komitetu Obwodowego KPZR w Kujbyszewie, 1958-1959 sekretarz Komitetu Obwodowego KPZR w Kujbyszewie. Od grudnia 1959 do grudnia 1962 przewodniczący Komitetu Wykonawczego Rady Obwodowej w Kujbyszewie, od stycznia 1963 do 23 marca 1967 I sekretarz Komitetu Obwodowego KPZR w Kujbyszewie (od stycznia 1963 do grudnia 1964: Przemysłowego Komitetu Obwodowego KPZR). Od 8 kwietnia 1966 do 25 lutego 1986 członek KC KPZR, od 21 lutego 1967 do 15 lutego 1984 minister budownictwa przemysłowego ZSRR, następnie na emeryturze. Deputowany do Rady Najwyższej ZSRR od 6 do 10 kadencji. Odznaczony czterema Orderami Lenina i Orderem Czerwonego Sztandaru Pracy (1958).